# Надсяння
Надся́ння, рідше Пося́ння, Надсянщина, Сяно́ччина (нім. Saanland, пол. Nadsanie) — українська етнічна територія у верхів'ї та середній течії річки Сян. Основна частина Надсяння збігається із Східною половиною Підкарпатського воєводства Польщі. В межах України невеликий фрагмент Надсяння знаходиться на крайньому заході Львівської області, північно західні частини Самбірського, Мостиського та Яворівського районів. Історичним центром вважається місто Перемишль (пол. Przemyśl). Разом з Лемківщиною Надсяння є частиною історичного регіону Перемишльщина.

## Застосування назви
Мирослав Іваник, один з упорядників книги «Бастіон і Батурин. УПА та підпільна адміністрація ОУН в Ярославщині, Любачівщині та Томашівщині в рр. 1944—1947: Документи і матеріяли», посилаючись на традицію називання окремих частин Закерзоння місцевим населенням та військовій звітності УПА, натомість розрізняє ці поняття: Надсяння — Перемищина, Посяння — Любачівщина та Ярославщина з прилеглими до них галицькими землями, Засяння — українська частина Галичини, відділена від решти земель річкою Сян.

## Історія
Плем'я присянців (Prissani) згадане Анонімом Баварським в «Описі міст і територій з північної сторони Дунаю» у 844 році, у них було 70 громад. Предки українців, як автохтонного населення Надсяння проживали у верхів'ї річки Сян з часів формування першої на цих теренах слов'янської спільності відомої як білі хорвати; згодом, після входження хорватів до складу Київської Русі ця територія стала осередком проживання окремої династії Рюриковичів та створеного ними Перемишльського князівства. З 1349 року Надсяння разом з іншими землями Галичини потрапляє до складу королівства Польщі, та новоутвореного Руського воєводства. Наприкінці XVII століття після третього поділу Речі Посполитої опинилось у складі Австрійської монархії, з 1921 року включене до польської держави. 1939 року східну частину Надсяння  включено до УРСР, але після Другої світової війни в 1944—1951 рр. передано Польщі, за виключенням крайньої східної частини, яка розташована у північно-західних частинах Самбірського, Мостиського та Яворівського районів, Львівської області, України. .

## Депортація місцевого населення
У 1945—1946 роках більшість українців з польського Надсяння було виселено на територію УРСР. Потім, 1947 року, внаслідок операції «Вісла» польський уряд примусово переселив залишок українців з Надсяння та інших земель на північ та північний захід Польщі. Українські сім'ї відокремлено поселяли в зруйновані німецькі обійстя Ольштинського, Гданського, Кошалінського, Щецинського воєводств. Деякі українці у 1957—1958 роках змогли повернутися на свої рідні землі.

## Географія
Географічно до Надсяння належить територія довоєнних повітів Львівського воєводства Другої Речі Посполитої: Ярославський, Перемишльський, Ліськівський, Ряшівський, Сяніцький, Нисківський, Коросненський, Ланьцутський, Любачівський, Добромильський і Березівський, а також південної частини Білґорайського повіту Люблінського воєводства. Проте частина цієї території (наприклад південні частини Сяноцького і Кросненського повітів) входить до Східної Лемківщини.

## Мова і народні звичаї
Тут звучить надсянський говір, який належить до південно-західного наріччя української мови. Культура — типово галицька. Неповторними є народні промисли, вишивка, вироби з дерева, фольклор. Наприклад, зберігся звичай обходити на Великдень двори з обрядовим співом, подібним на колядування — «риндзівками».
Попри локальні відмінності до надсянців слід зарахувати і так званих долинян в околицях Сянока.
Академічні праці, які стосуються надсянського говору українців, належать мовознавиці, професорці, доктору філософії Марії Пшепюрській-Овчаренко.